# Elezioni primarie
Le elezioni primarie sono una competizione attraverso la quale gli iscritti o i militanti di un partito politico indicano mediante l'espressione di una preferenza chi sarà il candidato del partito (o dello schieramento politico del quale il partito medesimo fa parte) per una successiva elezione di una carica pubblica.
La ragione delle elezioni primarie è la promozione della massima partecipazione degli elettori alla scelta dei candidati a cariche pubbliche, in contrapposizione al sistema che vede gli elettori scegliere fra candidati designati dai partiti.

## Stati Uniti
Le elezioni primarie sono utilizzate in particolar modo negli Stati Uniti d'America. Le elezioni primarie nascono come sistema locale: la prima elezione primaria fu tenuta dal Partito Democratico in Pennsylvania il 9 settembre 1847. Dopo la guerra di secessione (1861-1865) si diffusero negli Stati del Sud, dove ovviavano al problema di una rappresentanza politica di fatto mono-partitica. Alla fine del XIX secolo grazie alla spinta del movimento progressista sono divenute una istituzione pressoché generalizzata a livello nazionale.

### Requisiti per l'elettorato attivo
Nel Paese nordamericano le prime elezioni primarie erano del tipo "chiuso", ossia alle primarie di un partito potevano votare solo i membri di quel partito. Negli anni 70 del XX secolo si sono diffuse le primarie di tipo "aperto", che consentono il voto a tutti i cittadini. In un sistema bipartitico (o bipolare) la primaria aperta tende a selezionare candidati più centristi rispetto all'elettorato (non rispetto ai militanti) e a favorire maggiormente la partecipazione alle elezioni, ma è aperta al rischio di "inquinamento" da parte dei sostenitori del partito avversario.
Per questa ragione si è affermato un tipo intermedio di primarie, che consente il voto anche ai cittadini non iscritti al partito, ma potenzialmente sostenitori dei suoi candidati. In questo terzo tipo, i cittadini per poter votare alle elezioni devono "iscriversi" in un apposito registro presso uno dei partiti in lista. L'iscrizione può aver luogo in qualità di aderente o indipendente.
L'iscrizione, qualsiasi sia la qualifica scelta (aderente o indipendente), non obbliga certamente il cittadino a votare solo per il partito presso il quale si è iscritto. Permette, invece, la possibilità di partecipare alle primarie del partito prescelto.

### Sistema di scelta non limitato al "candidato-presidente"
Di solito, un anno prima della competizione elettorale, gli iscritti presso un partito sono chiamati a scegliere il candidato che rappresenterà il partito nella competizione.
Negli USA il sistema elettorale in uso è il maggioritario uninominale a turno unico: ciò fa sì che gli "iscritti" non saranno chiamati a scegliere solo i candidati per le massime cariche esecutive (Presidente degli Stati Uniti d'America o Governatore dello Stato), ma anche i candidati alle assemblee legislative (Parlamento federale e a quelle statali).

### La pluralità dei sistemi elettorali
Il sistema di voto nelle primarie è differente da partito a partito, ma anche da stato a stato.
In alcuni stati, ad esempio, si ricorre al sistema una testa un voto, ogni cittadino cioè vota il candidato più gradito. Chi raccoglie più consensi prevale.
In altri (è anche il caso della scelta del candidato alla Presidenza dell'Unione) i cittadini eleggono propri rappresentanti che poi in un'apposita convenzione sceglieranno il candidato alla competizione elettorale.
Ci sono poi contee dove si ricorre al sistema dei caucus. Caucus è una parola di origine indiana che significa assemblea. In questo caso non si applica il sistema una testa un voto; ogni caucus, comunità, esprime un certo numero di voti, che di solito è pari al numero di iscritti, e il candidato che sia stato il più votato in un certo caucus riceverà tutti i voti di quel caucus. Il voto non è a scrutinio segreto, ma palese. Gli iscritti si riuniscono in una sala. Al centro si pongono gli "indecisi", gli altri, invece, si dispongono in varie parti della sala dividendosi a gruppi di "sostenitori" dei vari candidati. In base ai discorsi e alle relazioni dei "sostenitori" dei vari candidati, gli iscritti si spostano da un "angolo" all'altro della sala a seconda di come decidono di schierarsi. Al termine della riunione tutti i "voti" del caucus saranno attribuiti al candidato che nel proprio "angolo" avrà raccolto il maggior numero di "iscritti".
All'inizio del XIX secolo il candidato alla presidenza degli Stati Uniti era scelto da un caucus composto da tutti i membri del Congresso degli Stati Uniti aderenti allo stesso partito.

## Italia
A partire dal 2005, il metodo delle elezioni primarie (di tipo "aperto") è stato introdotto anche in Italia dalla coalizione di centro-sinistra L'Unione, formata il 10 febbraio 2005.

### Le "primarie" nella legislazione
In Italia le elezioni primarie non sono previste o regolamentate per legge, come avviene negli USA. Di conseguenza, in Italia questo tipo di elezioni non ha alcun valore legale, anche se molti esponenti politici, considerandolo un modo diretto di partecipazione dei cittadini, ritengono necessario estenderne il più possibile l'utilizzo.
Tuttavia, in Toscana e in Calabria esistono due leggi, rispettivamente la legge regionale n. 70 del 17 dicembre 2004 e n. 25 del 17 agosto 2009, che consentono formalmente ai partiti di tenere elezioni primarie per la scelta dei candidati in ambito regionale e delle circoscrizioni locali. Le leggi disciplinano l'iscrizione dei candidati e presentazione delle liste elettorali, composizione e nomina del seggio, scelta delle sezioni di voto come insieme di quelle disponibili per le elezioni regionali e di circorscrizione vere e proprie. Gli elettori sono iscritti in tali liste, e sono ammessi al voto previa esibizione di un documento di identità e della tessera elettorale.

### Scelta del "candidato-premier"
Il primo caso di elezioni primarie di rilievo nazionale si è avuto il 16 ottobre 2005, allo scopo di scegliere il capo della coalizione di centrosinistra, L'Unione per le elezioni politiche, poi tenutesi il 10 aprile 2006.
Il sistema di voto applicato è stato quello di "una testa un voto" a scrutinio segreto; i votanti furono chiamati a versare la somma simbolica di 1 euro per finanziare la campagna elettorale dell'Unione. Potevano partecipare alle primarie anche gli stranieri residenti in Italia e le persone che compivano i 18 anni entro la data di fine mandato del Governo 13 maggio.
L'esordio italiano delle primarie vide la partecipazione di circa 4.311.000 persone, poco meno di un decimo dell'elettorato nazionale, che si recarono a votare presso 9.816 seggi elettorali. Un anno dopo, nell'ottobre del 2006, Clemente Mastella affermò che si era sovrastimato il numero dei votanti; affermazione però immediatamente smentita dagli organizzatori delle elezioni primarie stesse.
I candidati alla carica di candidato Presidente del Consiglio dei ministri erano sette:
- Fausto Bertinotti, segretario del Partito della Rifondazione Comunista
- Antonio Di Pietro, segretario dell'Italia dei Valori
- Clemente Mastella, segretario dell'Unione Democratici per l'Europa
- Simona Panzino, indipendente (no-global)
- Alfonso Pecoraro Scanio, segretario della Federazione dei Verdi
- Romano Prodi, candidato de L'Ulivo
- Ivan Scalfarotto, indipendente

Fra i sette candidati ha prevalso Prodi con 3.182.000 voti (il 74,1% dei consensi), seguito da Bertinotti (14,7%); più staccati Mastella (4,6%), Di Pietro (3,3%) e Pecoraro Scanio (2,2%).

### Scelta dei "candidati-governatore"
In precedenza si erano già tenute delle elezioni primarie per decidere il candidato del centrosinistra alle elezioni regionali del 2005, che si sarebbero svolte nell'aprile di tale anno, in Puglia, tra l'economista Francesco Boccia e Nichi Vendola, con la vittoria di stretta misura di quest'ultimo, che vinse poi anche le elezioni, diventando Presidente della Regione; i due sono rimasti ottimi collaboratori nella ricostruzione dopo il dissesto finanziario del Comune di Taranto. Tale sfida fu ripetuta cinque anni dopo, con il leader di Sinistra Ecologia e Libertà che ha vinto in maniera più netta.
Più tardi l'esperimento delle primarie fu ripetuto dal centrosinistra in vista delle elezioni amministrative in Italia del 2006 (maggio-giugno), per la scelta del candidato alla Presidenza della Regione Siciliana: Rita Borsellino, sorella del magistrato Paolo Borsellino ucciso dalla mafia il 19 luglio 1992, sconfisse Ferdinando Latteri, rettore dell'Università di Catania.
In Molise, il centrosinistra ha organizzato le primarie il 4 settembre 2011 per scegliere il suo candidato: vincitore è risultato Paolo Di Laura Frattura che ha prevalso su altri quattro candidati.
In Abruzzo invece le primarie per la scelta del candidato governatore hanno visto la netta affermazione dell'ex sindaco di Pescara Luciano D'Alfonso.

### Scelta dei "candidati-sindaco" o presidente della provincia
Anche a Milano il candidato sindaco per l'Unione fu scelto con il metodo delle primarie (29 gennaio 2006) e l'ex prefetto Bruno Ferrante prevalse sul Premio Nobel Dario Fo e sul lettiano, Davide Corritore.
Anche in vista delle elezioni amministrative del 2007 il centrosinistra ha fatto ricorso al metodo delle primarie per scegliere i propri candidati a sindaco o a presidente di provincia; nelle consultazioni più importanti, svoltesi a Palermo e Genova il 4 febbraio del 2007, sono da registrare le vittorie rispettivamente di Leoluca Orlando (72% dei voti, i principali sfidanti erano Alessandra Siragusa e Giusto Catania) e di Marta Vincenzi (60% dei consensi contro Stefano Zara ed Edoardo Sanguineti). Sempre più ormai il centro-sinistra ricorre a tale strumento per la scelta dei candidati a sindaco.
Non sempre l'esito delle primarie di coalizione è stato accettato in maniera pacifica: a Caserta, sempre in vista delle amministrative del 2006, le primarie designarono come candidato a sindaco l'ingegnere Nicodemo Petteruti, ufficialmente presentato dai Repubblicani Europei, vincitore con soli sette voti di scarto sul secondo classificato, l'imprenditore tessile Gianfranco Alois (ex assessore regionale alle Attività Produttive e sostenuto dai Democratici di Sinistra). L'esiguità dello scarto, unitamente ai sospetti di "infiltrazioni" da parte dei sostenitori della Casa delle Libertà, spinse la Margherita e i DS locali a candidare comunque Alois, sconfessando così l'esito delle primarie. Tuttavia, al ballottaggio tutto il centrosinistra sostenne Petteruti, che divenne sindaco della città campana. Anche a Paternò il risultato delle primarie non fu preso in considerazione. Dopo un lungo scrutinio il vincitore risultò Turi Asero. La componente giovanile della sinistra, però, non accettò il risultato per certezza di infiltrazione da parte di altri soggetti politici e per scorrettezze elettorali (infatti molti elettori avevano votato più volte) spingendo l'avversario, Salvatore Galatà, a candidarsi. Così facendo il centro sinistra arrivò spaccato alle amministrative del 2007 e riuscì a prendere solo 3 consiglieri su 30.

### Casi atipici di elezioni cosiddette primarie
Domenica 14 ottobre 2007 si è svolta, prima volta in Italia, l'elezione diretta (cioè aperta a tutti, non solo agli iscritti o ai loro delegati) del segretario nazionale di un partito, il nascituro Partito Democratico. Potevano votare tutti i cittadini residenti in Italia o con permesso di soggiorno che avessero compiuto 16 anni, pagando una quota minima di 1 euro.
Questa elezione è divenuta nota come Primarie del Partito Democratico, seppure non potendosi affatto considerare nel novero delle elezioni primarie, giacché con tale termine si indicano correttamente quelle che scelgono un candidato a una carica pubblica.
I candidati alla carica di segretario nazionale del Partito Democratico approvati il 31 luglio 2007 dall'apposita commissione organizzativa delle primarie erano:
- Mario Adinolfi
- Rosy Bindi
- Pier Giorgio Gawronski
- Enrico Letta
- Jacopo G. Schettini
- Walter Veltroni, sostenuto dai Democratici di Sinistra e da La Margherita

A due settimane del termine Jacopo G. Schettini, che inizialmente aveva presentato una candidatura autonoma, si apparenta alla candidatura di Gawronski unendo le proprie liste alle sue, appoggiando quest'ultimo come candidato segretario.
In 11.204 seggi hanno votato 3.517.000 persone, un numero superiore ai voti ottenuti da Prodi alle primarie per la scelta del candidato premier del 16 ottobre 2005. Veltroni ha ottenuto 2.667.000 voti (il 75,8% dei consensi), seguito da Bindi (12,9%) e Letta (11,1%).
Nel 2009 i cittadini residenti in Italia o con permesso di soggiorno che avessero compiuto 16 anni (elettori del Partito Democratico) sono stati chiamati ancora una volta a scegliere il segretario del Partito. Pier Luigi Bersani è uscito vincitore da queste primarie, gli altri contendenti sono stati Dario Franceschini (34%) e Ignazio Marino (14%).